# Élection sénatoriale partielle de 2005 en Haute-Corse
 (avril 2021).
Si vous disposez d'ouvrages ou d'articles de référence ou si vous connaissez des sites web de qualité traitant du thème abordé ici, merci de compléter l'article en donnant les références utiles à sa vérifiabilité et en les liant à la section « Notes et références ».
Une élection sénatoriale partielle a lieu en Corse-du-Sud le 19 juin 2005, pour remplacer Paul Natali, démissionnaire.

## Rappel des résultats de 1998
|                | Paul Natali           | RPR            | 257 | 52,02  |  |  |
|                | Jean-Baptiste Motroni | PS             | 235 | 47,57  |  |  |
|                | Manuel Guerrero       | FN             | 2   | 0,40   |  |  |
|                |                       |                |     |        |  |  |
| Inscrits       | Inscrits              | Inscrits       | 509 | 100,00 |  |  |
| Abstentions    | Abstentions           | Abstentions    | 5   | 0,98   |  |  |
| Votants        | Votants               | Votants        | 504 | 99,02  |  |  |
| Blancs et nuls | Blancs et nuls        | Blancs et nuls | 10  | 1,98   |  |  |
| Exprimés       | Exprimés              | Exprimés       | 494 | 98,02  |  |  |

## Sénateur démissionnaire
| Sénateur | Sénateur    | Parti | Fonctions lors de l'élection en 1998       |
| -------- | ----------- | ----- | ------------------------------------------ |
|          | Paul Natali | UMP   | Conseiller territorial, conseiller général |

## Présentation des candidats
Le nouveau représentant est élu jusqu'à la fin du mandat de Louis-Ferdinand de Rocca Serra, en 2008, au suffrage universel indirect par les 361 grands électeurs du département. En Corse-du-Sud, le sénateur est élu au scrutin majoritaire à deux tours.
| Candidats | Candidats        | Parti | Principale fonction                                                              |
| --------- | ---------------- | ----- | -------------------------------------------------------------------------------- |
|           | Michel Stefani   | PCF   | Conseiller territorial                                                           |
|           | François Vendasi | PRG   | Conseiller général, maire de Furiani                                             |
|           | Ange Santini     | UMP   | Président du conseil exécutif, conseiller territorial, adjoint au maire de Calvi |

## Résultats
| Candidat et parti politique | Candidat et parti politique | Candidat et parti politique | Premier tour | Premier tour | Second tour | Second tour |
| Candidat et parti politique | Candidat et parti politique | Candidat et parti politique | Voix         | %            | Voix        | %           |
| --------------------------- | --------------------------- | --------------------------- | ------------ | ------------ | ----------- | ----------- |
|                             | François Vendasi            | PRG                         | 258          | 49,60        | 266         | 50,50       |
|                             | Ange Santini                | UMP                         | 243          | 46,70        | 248         | 47,10       |
|                             | Michel Stefani              | PCF                         | 19           | 3,70         | 13          | 2,50        |
|                             |                             |                             |              |              |             |             |
| Inscrits                    | Inscrits                    | Inscrits                    | 536          | 100,00       | 536         | 100,00      |
| Abstentions                 | Abstentions                 | Abstentions                 | 6            | 1,10         | 6           | 1,10        |
| Votants                     | Votants                     | Votants                     | 530          | 98,90        | 530         | 98,90       |
| Blancs et nuls              | Blancs et nuls              | Blancs et nuls              | 10           | 1,90         | 3           | 0,6         |
| Exprimés                    | Exprimés                    | Exprimés                    | 520          | 97,0         | 527         | 98,30       |